# Герольд Ольденбургский
Герольд Ольденбургский (ум. 13 августа 1163 в Бозау) — епископ Ольденбурга (1155—1160) и Любека (1160—1163).

## Происхождение
Герольд происходил из швабского дома Вельфов.
При дворе Вельфов в Брауншвейге получил должность придворного капеллана и главы школы при соборе Святого Власия.
В 1155 году при покровительстве герцогини Клементии, первой жены герцога Генриха Льва, Герольд был назначен преемником покойного епископа Ольденбургского Вицелина.
Как и предыдущий епископ Ольденбурга Вицелин, Герольд стал причиной очередного конфликта между архиепископом Бремена Хартвигом и герцогом Генрихом Львом. Поскольку Герольд был человеком Генриха Льва, Хартвиг отказался рукополагать Герольда в епископы ссылаясь на канонически двусмысленный способ назначения Генриха наследником. Генрих Лев решил эту проблему, взяв Герольда с собой в Итальянский поход 1155 года, где, в нарушении прав архиепископа и только со второй попытки, Герольд был рукоположён в епископа Ольденбургского папой Адрианом IV.

## Деятельность
После рукоположения Герольд оставался в непосредственной близости от Генриха Льва и в 1155 ещё не прибыл в свой приход.
При этом под давлением нового епископа герцог оказывал епархии значительную материальную поддержку.
Граф Адольф II фон Гольштейн увеличил территорию епархии присоединив к ней город Ойтин и три близлежащие деревни, общей площадью 300 гуф.
Герольд основал в Ойтине рынок и замок. В этот замок в 1156 году он сделал своей резиденцией, перенеся резиденцию епископа Ольденурга из Бозау.
В качестве епископа Ольденбурга Герольд усилил находящуюся в сильном упадке миссионерскую деятельность в славянских землях и распорядился построить церкви в Ольденбурге, Зюзеле, Ратекау, Глешендорфе и Лютенбурге.
В 1160 году Генрих Лев по инициативе Герольда перенёс епископскую кафедру в Любек. В 1163 году герцог распорядился построить новый собор в Любеке, который был освящён в честь Девы Марии, Иоанна Крестителя и Николая Чудотворца. В то же время был основан Любекский монастырь святого Иоанна.
Серьёзный конфликт возник между Герольдом и Гольштейном, который начал колонизировать некоторые части Вагрии и отказывался платить положенную епископу десятину. В данном конфликте Герольду удалось взять верх, но опять только при поддержке герцога Генриха Льва.

## Смерть
В год освящения Любекского собора Герольд предпринял решение осмотреть строения своей епархии. После мессы в Лютенбурге Герольд обессилел и был доставлен в Бозау, где умер 13 августа 1163 года. Епископ был похоронен в соборе Любека. Преемником Герольда на посту епископа Любека стал в 1164 его брат Конрад, бывший настоятелем монастыря в Риддагсхаузене.
В 1942 году после авианалёта на Любек и разрушения части собора, под хорами в области более ранней романской апсиды была обнаружена предполагаемая могила Герольда. Однако недавние исследования показали, что эта могила датируется периодом 1335—1342 годов. Все четыре стороны могилы украшают сцены распятия.